# Championnat de République tchèque de hockey sur glace 1998-1999
Saison précédente Saison suivante
La saison 1998-1999 est la sixième saison des championnats de hockey sur glace de République tchèque : l’Extraliga - la première division, la 1. liga - second échelon, la 2. liga - troisième division et des autres divisions inférieures. Les résultats présentés ici ne reprendront que les trois premières divisions.

## Résultats de l'Extraliga
Comme les saisons précédentes, quatorze équipes participent à la saison régulière et comme la saison passée, ce sont uniquement les huit meilleures au classement général qui participent aux séries éliminatoires. La dernière équipe de la saison régulière joue la descente contre la meilleure équipe de la seconde division.

### Première phase

#### Classement de la saison régulière
| Place | Équipe                      | PJ | V  | D  | N  | BP  | BC  | Pts |
| ----- | --------------------------- | -- | -- | -- | -- | --- | --- | --- |
| 1er   | HC Slovnaft Vsetín          | 52 | 33 | 12 | 7  | 184 | 92  | 78  |
| 2e    | HC ZPS Barum Zlín           | 52 | 26 | 17 | 9  | 180 | 138 | 69  |
| 3e    | HC Železárny Třinec         | 52 | 28 | 8  | 16 | 174 | 140 | 64  |
| 4e    | HC Sparta Prague            | 52 | 27 | 9  | 16 | 186 | 123 | 63  |
| 5e    | HC České Budějovice         | 52 | 23 | 14 | 15 | 173 | 129 | 60  |
| 6e    | HC Keramika Plzeň           | 52 | 23 | 14 | 15 | 148 | 136 | 60  |
| 7e    | HC IPB Pojišťovna Pardubice | 52 | 20 | 13 | 19 | 128 | 126 | 53  |
| 8e    | HC Vítkovice                | 52 | 21 | 8  | 23 | 147 | 140 | 50  |
| 9e    | HC Chemopetrol Litvínov     | 52 | 19 | 10 | 23 | 130 | 144 | 48  |
| 10e   | HC Slavia Prague            | 52 | 17 | 11 | 24 | 152 | 166 | 45  |
| 11e   | HC Becherovka Karlovy Vary  | 52 | 14 | 10 | 28 | 130 | 181 | 38  |
| 12e   | HC Bohemex Trade Opava      | 52 | 15 | 8  | 29 | 97  | 158 | 38  |
| 13e   | HC Velvana Kladno           | 52 | 11 | 15 | 26 | 119 | 175 | 37  |
| 14e   | HC Dukla Jihlava            | 52 | 7  | 11 | 34 | 88  | 188 | 25  |

#### Meilleurs pointeurs

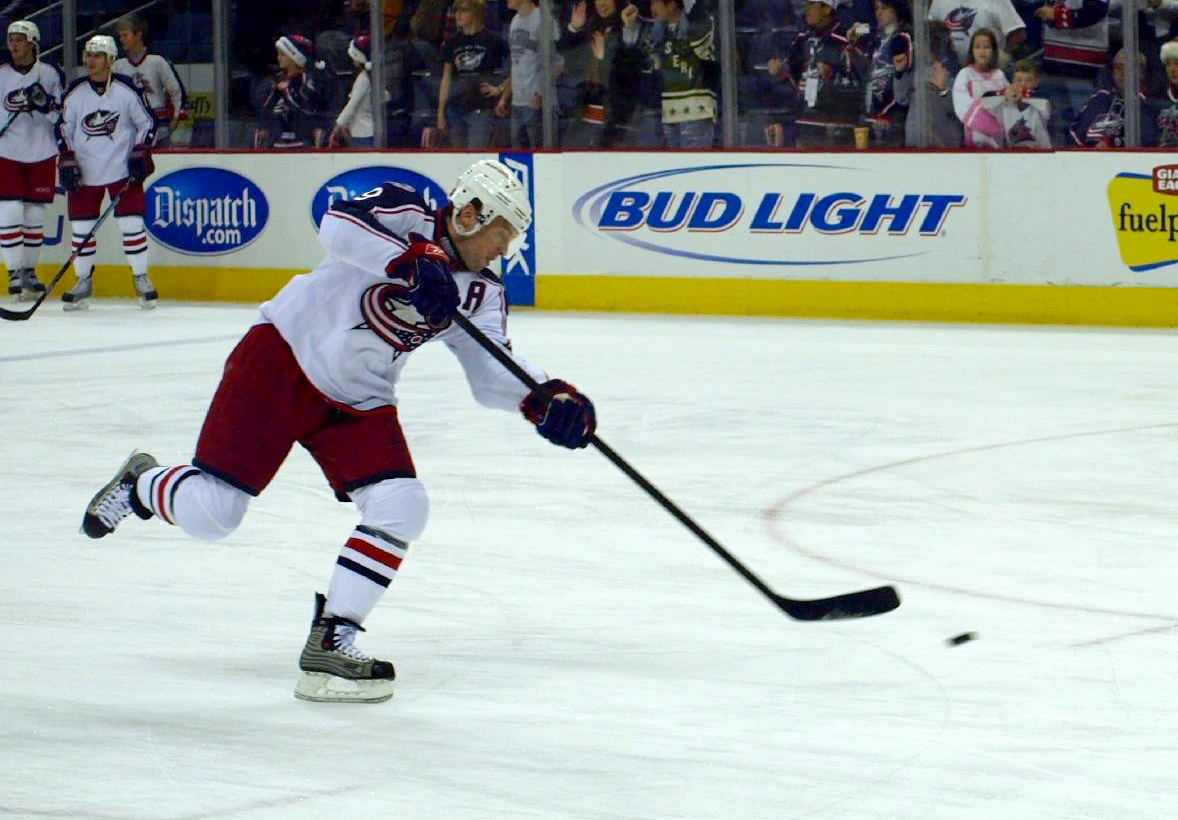
David Výborný, meilleur pointeur de la saison régulière.
(ici sous le maillot des Blue Jackets de Columbus - LNH).

David Výborný le joueur du Sparta Prague est le meilleur passeur et pointeur de la saison régulière, Jan Hlaváč le meilleur buteur.
|    | Joueur           | Équipe              | PJ | B  | A  | Pts |
| -- | ---------------- | ------------------- | -- | -- | -- | --- |
| 1  | David Výborný    | HC Sparta Prague    | 52 | 24 | 46 | 70  |
| 2  | Václav Král      | HC České Budějovice | 52 | 30 | 28 | 58  |
| 3  | Patrik Martinec  | HC Sparta Prague    | 52 | 11 | 46 | 57  |
| 4  | Vladimír Růžička | HC Slavia Prague    | 50 | 25 | 31 | 56  |
| 5  | Richard Král     | HC Oceláři Třinec   | 47 | 15 | 41 | 56  |
| 6  | Vladimír Vůjtek  | HC Vítkovice        | 47 | 20 | 35 | 55  |
| 7  | Radek Ťoupal     | HC České Budějovice | 52 | 12 | 43 | 55  |
| 8  | Jan Hlaváč       | HC Sparta Prague    | 49 | 33 | 20 | 53  |
| 9  | Pavel Patera     | HC Slovnaft Vsetín  | 52 | 16 | 37 | 53  |
| 10 | Roman Meluzín    | HC ZPS Barum Zlín   | 47 | 24 | 27 | 51  |

### Play-offs

#### Résultats
Les play-offs se jouent en plusieurs matchs avec la victoire assurée pour l'équipe remportant trois matchs.
|  | Quarts de finale            | Quarts de finale    |                    |   | Demi-finales | Demi-finales |  |  | Finale | Finale |
|  | Quarts de finale            | Quarts de finale    |                    |   | Demi-finales | Demi-finales |  |  | Finale | Finale |
|  |                             |                     |                    |   |              |              |  |  |        |        |
|  |                             |                     |                    |   |              |              |  |  |        |        |
|  |                             |                     |                    |   |              |              |  |  |        |        |
|  | HC Slovnaft Vsetín          | 3                   |                    |   |              |              |  |  |        |        |
|  | HC Slovnaft Vsetín          | 3                   |                    |   |              |              |  |  |        |        |
|  | HC Vítkovice                | 1                   |                    |   |              |              |  |  |        |        |
|  | HC Vítkovice                | 1                   | HC Slovnaft Vsetín | 3 |              |              |  |  |        |        |
|  |                             |                     | HC Slovnaft Vsetín | 3 |              |              |  |  |        |        |
|  |                             | HC Sparta Prague    | 2                  |   |              |              |  |  |        |        |
|  | HC České Budějovice         | HC Sparta Prague    | 2                  | 0 |              |              |  |  |        |        |
|  | HC České Budějovice         |                     |                    | 0 |              |              |  |  |        |        |
|  | HC Sparta Prague            | 3                   |                    |   |              |              |  |  |        |        |
|  | HC Sparta Prague            | 3                   | HC Slovnaft Vsetín | 3 |              |              |  |  |        |        |
|  |                             |                     | HC Slovnaft Vsetín | 3 |              |              |  |  |        |        |
|  |                             | HC ZPS Barum Zlín   | 0                  |   |              |              |  |  |        |        |
|  | HC IPB Pojišťovna Pardubice | HC ZPS Barum Zlín   | 0                  | 0 |              |              |  |  |        |        |
|  | HC IPB Pojišťovna Pardubice |                     |                    | 0 |              |              |  |  |        |        |
|  | HC ZPS Barum Zlín           | 3                   |                    |   |              |              |  |  |        |        |
|  | HC ZPS Barum Zlín           | 3                   | HC ZPS Barum Zlín  | 3 |              |              |  |  |        |        |
|  |                             |                     | HC ZPS Barum Zlín  | 3 |              |              |  |  |        |        |
|  |                             | HC Železárny Třinec | 2                  |   |              |              |  |  |        |        |
|  | HC Železárny Třinec         | HC Železárny Třinec | 2                  | 3 |              |              |  |  |        |        |
|  | HC Železárny Třinec         |                     |                    | 3 |              |              |  |  |        |        |
|  | HC Keramika Plzeň           | 2                   |                    |   |              |              |  |  |        |        |
|  | HC Keramika Plzeň           | 2                   |                    |   |              |              |  |  |        |        |

#### Meilleurs pointeurs
|   | Joueur           | Équipe              | PJ | B  | A  | Pts |
| - | ---------------- | ------------------- | -- | -- | -- | --- |
| 1 | Martin Procházka | HC Slovnaft Vsetín  | 12 | 10 | 9  | 19  |
| 2 | Pavel Patera     | HC Slovnaft Vsetín  | 12 | 5  | 10 | 15  |
| 3 | Petr Čajánek     | HC ZPS Barum Zlín   | 11 | 5  | 7  | 12  |
| 4 | Richard Král     | HC Železárny Třínec | 10 | 3  | 7  | 10  |
| 5 | Petr Folta       | HC Železárny Třínec | 10 | 5  | 4  | 9   |

### Bilans de l'Extraliga
L’équipe de Vsetín remporte son cinquième titre de champion des séries en remportant également son troisième titre consécutif de champion de la saison régulière. Encore une fois, Roman Čechmánek est élu meilleur gardien de la saison pour la cinquième année consécutive et Jiří Dopita est désigné meilleur joueur de la saison régulière et Martin Procházka de Vsetín celui des séries. Le meilleur défenseur de la saison est František Kučera, joueur du Sparta Prague alors que Václav Pletka est élu meilleur joueur débutant sous les couleurs du HC Železárny Třinec. Zdenek Venera, entraîneur du HC Keramika Plzeň, est élu meilleur entraîneur de la saison. František Rejthar est une nouvelle fois désigné meilleur arbitre de la saison. Un nouveau trophée est introduit, le prix du fair-play, il est remporté par Roman Meluzín du HC ZPS Barum Zlín.

### Effectif champion
Cette section présente les effectifs des équipes ayant fini aux trois premières places du classement : dans l’ordre le HC Slovnaft Vsetín, le HC ZPS Barum Zlín et le HC Železárny Třinec.
HC Slovnaft Vsetín
- Gardiens de but : Roman Čechmánek, Ivo Pešat
- Défenseurs : Alekseï Iachine, Jan Srdínko, Petr Suchý, Michal Šafařík, Radim Tesařík, Jiří Veber, Libor Zábranský, Pavel Zubíček, Tomáš Jakeš
- Attaquants : Pavel Patera, Martin Procházka, Radek Bělohlav, Michal Broš, Tomáš Demel, Jiří Dopita, Ondřej Kavulič, Ondřej Kratěna, Zbyněk Mařák, Martin Paroulek, Tomáš Sršeň, Roman Stantien, Jan Tomajko
- Entraîneurs : Zdislav Tabara et Miroslav Venkrbec

HC ZPS Barum Zlín
- Gardiens de but : Jaroslav Kameš, Richard Hrazdíra, Petr Tuček
- Défenseurs : Martin Hamrlík,  Patrik Hučko, Jiří Marušák, Pavel Mojžíš, Karel Rachůnek, Tomáš Žižka, Karel Šefčík, David Březík, Rostislav Malena, Jiří Jemelka, Marek Dora
- Attaquants : Roman Meluzín, Petr Čajánek, Josef Štraub, Marek Zadina, Miroslav Okál, Michal Tomek, Petr Leška, Tomáš Kapusta, Petr Vala, Ondřej Veselý, Jaroslav Balaštík, Martin Ambruz, Tomáš Martinák, Ivan Rachůnek, Martin Erat
- Entraîneurs : Zdeněk Venera et Antonín Stavjaňa

HC Železárny Třinec
- Gardiens de but : Radovan Biegl, Vlastimil Lakosil, Josef Lucák
- Défenseurs : Ľubomír Sekeráš, Jiří Kuntoš, Petr Gřegořek, Miroslav Číhal, Stanislav Pavelec, Robert Kántor, Mario Cartelli, Robert Procházka, Filip Štefanka
- Attaquants : Richard Král, Josef Daňo, Viktor Ujčík, Ladislav Lubina, Jan Peterek, Václav Pletka, Roman Kaděra, Petr Folta, Tomáš Chlubna, Aleš Zima, Branislav Jánoš, Martin Havlát, Jan Marek, Patrik Moskal
- Entraîneurs : Alois Hadamczik et Konečný

## Résultats de la1.liga
L'équipe finissant en tête du classement est qualifiée pour jouer une phase de barrage, contre la dernière équipe de la division supérieure. Les deux dernières équipes de la ligue joueront par la suite une phase de relégation avec les deux meilleures équipes de 2.liga.
| Place | Équipe                      | Pts | PJ | V  | N  | D  | BP  | BC  |
| ----- | --------------------------- | --- | -- | -- | -- | -- | --- | --- |
| 1er   | HC Znojmo                   | 80  | 52 | 37 | 6  | 9  | 245 | 117 |
| 2e    | SK Horácká Slavia Třebíč    | 71  | 52 | 27 | 17 | 8  | 152 | 99  |
| 3e    | HC Rosice                   | 66  | 52 | 26 | 14 | 12 | 189 | 145 |
| 4e    | HC Beroun                   | 63  | 52 | 26 | 11 | 15 | 203 | 137 |
| 5e    | KLH Chomutov                | 62  | 52 | 27 | 8  | 17 | 195 | 161 |
| 6e    | HC Olomouc                  | 51  | 52 | 21 | 9  | 22 | 149 | 159 |
| 7e    | HC Kralupy nad Vltavou      | 50  | 52 | 18 | 14 | 20 | 137 | 152 |
| 8e    | HC Vajgar Jindřichův Hradec | 48  | 52 | 17 | 14 | 21 | 165 | 176 |
| 9e    | SK Kadaň                    | 45  | 52 | 17 | 11 | 24 | 134 | 164 |
| 10e   | IHC Písek                   | 44  | 52 | 15 | 14 | 23 | 146 | 163 |
| 11e   | HC Liberec                  | 43  | 52 | 19 | 5  | 28 | 152 | 182 |
| 12e   | HC Havířov                  | 43  | 52 | 18 | 7  | 27 | 145 | 178 |
| 13e   | HC Kometa Brno              | 37  | 52 | 13 | 11 | 28 | 136 | 208 |
| 14e   | HC Havlíčkův Brod           | 25  | 52 | 8  | 9  | 35 | 119 | 226 |

## Résultats de la2.liga
La 2.liga est composée de deux groupes dont les quatre premières équipes jouent une phase de playoffs puis une poule pour la montée à l'issue de la saison régulière. Les quatre équipes finissant aux dernières places de chaque groupe (deux équipes par groupe) sont reléguées en division régionale.